# 市民の森
市民の森（しみんのもり）とは、日本の各都道府県や市町村により設けられた都市計画緑地の一つ。運営・活用方法については、各地方自治体ごとに異なり、それぞれ条例が定められ、指定・管理・運営が行われているもので、市町村民をはじめとする市民のための健康促進機能、レクレーション機能、自然環境の学習機能、防災機能、景観機能など様々な役割を持っている。
都道府県によって設置される県民の森に類似している。主に緑地の少ない都市部では保全上の観点から重要な位置を占める。

## 市民の森一覧
一覧は各都道府県ごとに市町村を五十音順に記載している。また市民の森の名称はその公式ホームページや各都道府県・市町村のホームページなどに従っている。条例に従って各市町村、市民団体、NPOなどが運営、経営するものであり、民間企業が経営するものは含まれない。ただし、民間企業に管理や運営を委託されるものは含まれる。

### 北海道
- 札幌市

詳細は「外部リンク（札幌市環境局みどりの推進部市民の森）」を参照

### 青森県
- 三沢市民の森
- 市民の森不習岳

### 岩手県
- 二戸市民の森

### 宮城県
- 牧山市民の森

### 山形県
- 陣峰市民の森

### 福島県
- 須賀川市市民の森

### 茨城県
- 助川山市民の森

### 栃木県
- みずほの自然の森公園

### 群馬県
- いせさき市民のもり公園

### 埼玉県
- さいたま市
  - さいたま市市民の森 - 北区見沼2-94

### 千葉県
- 市川市
  - 小塚山市民の森 - 北国分1-27
- 市原市
  - いちはら市民の森 - 柿木台1011番地
- 千葉市
  - 長作市民の森 - 花見川区長作町1619他
  - 柏井市民の森 - 花見川区柏井町861-1他
  - 横戸市民の森 - 花見川区横戸町1006他
  - 作草部市民の森 - 稲毛区作草部町540他
  - 松ヶ丘市民の森- 中央区松ヶ丘町9-1他
  - 仁戸名市民の森- 中央区仁戸名町639-1他
  - 石橋山市民の森- 中央区仁戸名町450-1他
  - 坂月市民の森 - 若葉区坂月町328他
  - 加曽利市民の森 - 若葉区加曽利町1298-2他

なお、千葉市では市民の森から市民緑地への移行を進めており、小倉市民の森は小倉そよ風の森と縄文小倉の森、桜木市民の森はさくらぎの森、貝塚市民の森は貝塚憩の森、大宮市民の森は大宮の森、園生市民の森は園生の森、川戸市民の森は川戸の森に移行している[1]。
- 成田市
  - 長沼市民の森 - 長沼517番地
  - 成毛市民の森 - 成毛418番地の1
- 富津市
  - 富津市民の森 - 豊岡2785-1
- 船橋市
  - 大穴新田市民の森
  - 八木が谷北市民の森
  - 藤原市民の森
  - 高野台市民の森
  - 咲が丘市民の森
- 八千代市
  - 八千代台西市民の森 - 八千代台西9丁目地先
  - 八千代台南市民の森 - 八千代台南3丁目地先
  - 黒沢池市民の森 - 村上字黒沢池上地先
  - 八勝園市民の森 - 勝田台南2丁目地先ほか
  - 勝田市民の森 - 勝田地先
  - 萱田町市民の森 - 萱田町字川崎山地先ほか
  - 大和田新田市民の森 - 大和田新田414-4ほか

### 神奈川県
横浜市では、2020年4月1日時点で指定を受けている市民の森（未開園含む）が47か所存在する。

### 新潟県
- 市民の森（見附市）

### 富山県
- 富山市古洞の森（富山市）

### 愛知県
- 小牧市
  - 市民四季の森 - 小牧市大草5786-1
- 津島市
  - 第1号市民の森 - 津島市新開町3丁目

### 三重県
- 鳥羽市
  - 鳥羽市民の森公園 - 鳥羽市大明東町1番

### 高知県
- 高知市
  - 雪光山